# خافيير كولسون
خافيير كولسون بيريز مواليد ( 25 يوليو 1984 ) هو العداء بورتوريكي الأولمبي والمتخصص في سباق 400 متر حواجز هو صاحب الميدالية الفضية مرتين في رابطة الاتحادات الدولية لألعاب القوى بطولة العالم والمنافس النخبة في دوري سامسونج الماسي ، حيث أنهى السباق ثانياً في الترتيب العام في 2011 , كما حصد أيضا ميداليات في الأحداث مختلفة ، بما في ذلك ألعاب أمريكا الوسطى ومنطقة البحر الكاريبي و بطولة الأيبيرية الأمريكية . وهو يحمل حاليا الرقم القياسي ب «اسرع رجل في العالم» في هذه الفئة , تنافس أيضا في دورة الألعاب الأولمبية 2012 في لندن وفاز بالميدالية البرونزية في سباق 400 متر حواجز.

## وصلات خارجية
- خافيير كولسون على موقع IMDb (الإنجليزية)

- خافيير كولسون على موقع الاتحاد الدولي لألعاب القوى (الإنجليزية)
- خافيير كولسون على موقع الدوري الماسي (الإنجليزية)
- خافيير كولسون على موقع اللجنة الأولمبية الدولية (الإنجليزية)
- خافيير كولسون على موقع أوليمبيديا (الإنجليزية)